# Made in Sweden
Made in Sweden var en svensk jazz-rock gruppe, dannet i 1968, af Georg Wadenius på guitar, piano og orgel, Bosse Häggström på bas, piano och orgel, og Tommy Borgudd på trommer.
De udgav deres første LP Made In Sweden With Love i 1968; den blev en stor succes og blev tildelt en Grammy. Gruppen spillede ofte i Stockholm i klubben Gyllene Cirkeln og i 1970 blev Live! At the Golden Circle, som var indspillet der, udgivet. Wadenius skrev det meste af musikken til gruppens plader, men den indstillede også cover-versioner af kendte numre, f.eks Beatles A day in the life i instrumental version.
Mens Wadenius var i USA, lå bandet stille, men da han vendte tilbage i 1976, gendannedes bandet i en ny konstellation med bl.a. Tommy Körberg (vokal). Det resulterede i albummet Where do we begin på hvilket, udover Wadenius og Körberg, keyboard-spilleren Wlodek Gulgowski, bassisten Pekka Pohjola og trommeslageren Vesa Aaltonen medvirker.

## Medlemmer
- Georg "Jojje" Wadenius - Guitar, piano og orgel
- Bosse Häggström - Bas, piano og orgel
- Tommy Borgudd - Trommer
- Tommy Körberg - Sang

## Diskografi

### LP
- 1968 - Made In Sweden With Love
- 1969 - Snakes In A Hole Skivan
- 1970 - Live! At the Golden Circle
- 1970 - Made In England
- 1970 - Regnbågslandet
- 1971 - Best Of
- 1976 - Where Do We Begin

### Singler og EP
- 1969 - I Don’t Care / Sunset
- 1969 - I Don't Care / Lay Lady lay
- 1976 - Pop-Poem / Manhattan Vibes